# قانون صحة الحيوانات البرية
يطبق قانون صحة الحيوانات البرية (TAHC) التابع لمنظمة الصحة العالمية معايير تحسين الصحة والرفاهية الحيوانية والصحة العامة في جميع أنحاء العالم من وجهة نظر بيطرية. وهو يشمل معايير التجارة الدولية في العينات البيولوجية الأرضية (مثل الثدييات والطيور) وبضائعها. وتستخدمه السلطات البيطرية الوطنية لتوفير الكشف المبكر عن مسببات الأمراض ومنع نقلها عن طريق التجارة الدولية للحيوانات والبضائع الحيوانية، مع تجنب «الحواجز الصحية الغير مبررة أمام التجارة».
وقد اعتمدت الجمعية العالمية للمنظمة المعايير الواردة في قانون صحة الحيوانات البرية. اتفاق منظمة التجارة العالمية حول تطبيق التدابير الصحية والصحة النباتية «تعترف المنظمة العالمية لصحة الحيوان على وضع معايير دولية متعلقة  بصحة الحيوان والأمراض الحيوانية، ويشجع على وجه التحديد أعضاء منظمة التجارة العالمية على استناد» تشريعاتهم ولوائحهم «إلى المعايير والمبادئ التوجيهية والتوصيات الدولية، حيثما وجدت»
وقد مر قانون صحة الحيوانات البرية بـ 28 إصدار اعتبارًا من أغسطس 2019

## التقسيم
لقد كانت فكرة التقسيم من قبل المنظمة العالمية لصحة الحيوان لتعزيز المزيد من التجارة الدولية في حالة تأكيد الدولة المصدرة لحالة مرض غريب. في حين أن جميع المنتجات من الدولة المصدرة ستتأثر في القرن العشرين بالحظر، فإن التقسيم يسمح للتجارة بالتدفق من المناطق غير المتأثرة نظريًا. بمعنى آخر، يمكن تقسيم المقصورات إلى مناطق جغرافية، أو هياكل مؤسسية، أو أي عدد من عناصر التمييز طالما أنها مقسمة على أساس علمي.
وينطبق التقسيم على السكان الفرعيين للحيوانات الذين تحددهم في المقام الأول ممارسات الإدارة والتربية المتعلقة بالأمن البيولوجي.

## مضادات الميكروبات
وفي أيار/مايو 2018، في الدورة العامة 86 لمكتب الاستثمار الدولي، نوقشت عدة تنقيحات للمعايير والمبادئ التوجيهية الدولية. وصدرت مبادئ توجيهية عالمية جديدة فيما يتعلق بزيادة الإشراف البيطري على استخدام مضادات الميكروبات على الحيوانات.

## تعزيز النمو
وفي أيار/مايو 2018، نوقشت عدة تنقيحات للمعايير والمبادئ التوجيهية الدولية في الدورة العامة 86 للمنظمة العالمية لصحة الحيوان التي عقدت في باريس. وهناك تعريف جديد للاستخدام الطبي غير البيطري قابل للتطبيق على نطاق العالم يشمل تعزيز النمو كهدف مشروع.

## العلاج والسيطرة والوقاية
وفي أيار/مايو 2018، نوقشت عدة تنقيحات للمعايير والمبادئ التوجيهية الدولية في الدورة العامة 86 للمنظمة العالمية لصحة الحيوان التي عقدت في باريس. ووضعت تعاريف جديدة قابلة للتطبيق في جميع أنحاء العالم للمعالجة والسيطرة والوقاية.

## روابط خارجية
- الوصول إلى قانون صحة الحيوانات الأرضية عبر الإنترنت
  - الأمراض والالتهابات والأوبئة التي سجلتها منظمة OIE